# Rekitta
Rekitta románul: Răchita, falu Romániában, Erdélyben, Fehér megyében.

## Fekvése
Szászsebestől délnyugatra, a Sebes folyó bal oldali völgyében fekvő település.

## Története
Rekitta nevét 1574-ben említette először oklevél Rekitte néven.
Későbbi névváltozatai: 1733-ban Rákita, 1750-ben Rakita, 1760–1762 között Reketőfalva, 1805-ben Rekita, 1808-ban Rekitte ~ Rekicze, Rekitzdorf, 
Rekite, 1861-ben Rekite, 1888-ban Rekita (Rechita), 1913-ban Rekitta.
A 19. században Szászsebesszékhez, és 1876-tól a Szászsebesi járáshoz tartozott, egyike volt azoknak a helységeknek, melyek gyűléseiket Szászsebesben tartották. Ezek: Alsó-Pián, Dál, Felső-Pián, Kákovicza, Kápolna, Kélnek, Lámkerék, Láz, Lomány, Péterfalva, Rehó, Rekita, Sebeshely, Strugár, Sugág, Szász-Csór.
A trianoni békeszerződés előtt Szeben vármegye Szászsebesi járásához tartozott. 1910-ben 1012 lakosából 2 magyar, 1009 román volt. Ebből 1006 görögkeleti ortodox volt.